# Regulamentação da mídia nos Estados Unidos
A regulamentação da mídia nos Estados Unidos, ao contrário do que ocorre em diversos países europeus, não é centralizada em uma única Lei de Imprensa, mas pautada por uma série de regras contidas em diferentes legislações adotadas por este país ao longo de sua história. Nos Estados Unidos, a regulamentação da mídia é caracterizada por uma visão liberalizante, seguindo o princípio de que o mercado e a opinião pública devem ser os principais reguladores do conteúdo. O setor de comunicação audiovisual, entretanto, encontra-se legalmente obrigado a manter uma quantia mínima de conteúdo educativo e os órgãos governamentais podem agir de forma mais rigorosa sempre que existir uma percepção generalizada de abuso por parte da mídia. O país também adota, desde a década de 1930, medidas jurídicas que visam impedir a propriedade cruzada dos meios de comunicação. O órgão regulatório da meios audiovisuais norte-americanos é a Federal Communications Commission (FCC), criada em 1934.

## Caracterização
A liberdade de imprensa nos Estados Unidos é garantida pela primeira emenda da Constituição, que assegura a liberdade de expressão como um dos direitos fundamentais da sociedade. Dessa forma, todas as regulamentações são elaboradas levando em consideração essa premissa. Embora não exista nos Estados Unidos uma Lei de Imprensa, a regulamentação da mídia é feita por diversas leis distintas e o país conta com um órgão regulador governamental, criado em 1934 pela Lei de Comunicação: a Federal Communications Commission (FCC, Comissão Federal de Comunicações). A Comissão é composta por seis membros, escolhidos pelo Presidente dos Estados Unidos e aprovados pelo Senado.
A FCC é responsável por supervisionar os canais de televisão e rádio. Essa tarefa é ainda partilhada por comissões do Senado e da Câmara dos Representantes, amparados pela jurisprudência criada através das decisões da Suprema Corte. A legislação norte-americana garante a possibilidade de ações judiciais em casos de difamação por parte da mídia. As regras também vetam a exibição de cenas consideradas indecentes (embora existam dificuldades em estabelecer regras gerais sobre o que é considerado "indecente", uma vez que tal percepção varia muito de acordo com a região do país) e obriga os canais de televisão a exibir, no mínimo, três horas por semana de programação educativa para crianças.
A legislação norte-americana garante a livre circulação de jornais, sem regulação governamental. O mesmo se aplica à internet. O país possui, entretanto, desde a década de 1930, um marco regulatório que tem como um dos objetivos coibir a propriedade cruzada, impedindo que uma mesma pessoa física ou jurídica possua diferentes mídias eletrônicas ou impressas em um mesmo mercado. Esse marco regulatório também estabelece que estúdios de cinema não podem deter o controle das salas de projeção.
Alguns críticos, como o jornalista Gustavo Gindre e Enrique J. Saravia, afirmam, entretanto, que o FCC tem continuamente afrouxado as regras para o setor, permitindo a concentração da mídia norte-americana nas mãos dos grandes grupos de comunicação e minando a participação de determinados setores da sociedade civil na mídia eletrônica.